# Куцокрил гострохвостий
Куцокри́л гострохвостий (Bradypterus grandis) — вид горобцеподібних птахів родини кобилочкових (Locustellidae). Мешкає в Камеруні, Габоні і Центральноафриканській Республіці.

## Опис
Довжина птаха становить 19 см. Забарвлення переважно коричневе, шия і верхня частина грудей сіро-коричневі, плямисті. Хвіст рудувато-коричневий, довгий і широкий.

## Поширення і екологія
Гострохвості куцокрили поширені в центральному Габоні, на південному сході Камеруну та на південному заході ЦАР. Вони живуть на болотах, в заростях Rhynchospora corymbosa. Зустрічаються на висоті від 400 до 800 м над рівнем моря.

## Збереження
МСОП класифікує стан збереження цього виду як близький до загрозливого. За оцінками дослідників, популяція гострохвостих куцокрилів становить від 600 до 17000 птахів. Їм загрожує знищення природного середовища.